# Ntando Duma
Ntando Duma (sinh ngày 29 tháng 8 năm 1995) là một nữ diễn viên và nhân vật truyền hình người Nam Phi nổi tiếng với vai trò là người dẫn chương trình cho chương trình giới trẻ của e.tv, Craz-e, nơi cô chủ yếu xuất hiện trên Craz-e World live.She cũng là một người mẹ.She cũng được biết đến nhiều nhất với vai diễn Zinzi Dandala trong vở opera xà phòng Rhythm City của e.tv. Ntando Duma được sinh ra tại thị trấn Orange Farm ở thành phố Johannesburg thuộc tỉnh Gauteng của Nam Phi. Cô lớn lên ở thị trấn Orange Farm nằm cách thành phố Johannesburg khoảng 45 km.

## Tiểu sử

### Giáo dục
Cô đang học ngành truyền thông tại Boston Media House, trong một năm đầu tiên tôi học ngành truyền thông tại Boston Media House, vì vậy, đó là báo cáo trên trang web e.tv vào tháng 5 năm 2015..

### Truyền hình
Cô đã dẫn chương trình cho Sistahood, Craz-e và Shizniz. Cô gia nhập Thành phố nhịp điệu etv với tên Zinzi Dandala.
Vào tháng 6 năm 2014, Ntando Duma được giới thiệu là người dẫn chương trình Craz-e mới cùng với người mới, Lwandle Mbelu. Cô ấy đã chiến thắng trong cuộc tìm kiếm Người dẫn chương trình "Craz-e" của e.tv. Cúc Ntando Duma, là một cô gái trẻ trung và năng động đến từ Johannesburg. Cô ấy có đôi mắt vững chắc để phát triển trong ngành công nghiệp. Ntando là nhân viên xác minh cho một công ty có tên BEE STRATA trước khi cô trở thành người dẫn chương trình của Craz-e. Ntando cũng là người sáng lập chiến dịch Phát triển Thanh niên có tên Inspire A Teen SA, báo cáo phương tiện truyền thông tháng 6 năm 2014 cho biết.
Vào tháng 5 năm 2015, e.tv đã tiết lộ thông qua trang web của họ rằng Ntando Duma sẽ tham gia kênh opera xà phòng, Thành phố Rhy tiết, nơi cô sẽ thể hiện nhân vật của Andreas Zinzi Dandala. Trên Thành phố Nhịp điệu, cô diễn xuất cùng với Dumisani Mbebe, người đóng vai ông bố trên màn hình của anh ấy là Doc Doc Dandala, Hlubi Mboya, người đóng vai chị gái trên màn hình của cô ấy Ndlovu, người miêu tả mối quan tâm tình yêu của người cha trên màn hình của cô, một người nổi tiếng, một ngôi sao âm nhạc đang lên.

### Người mẫu
Cô cũng là một người mẫu và cô là một phần của sàn diễn tuần lễ thời trang Soweto 2015.